# Territoires autonomes d'Algérie
Les territoires autonomes d'Algérie sont des subdivisions territoriales créées par la loi-cadre du 5 février 1958 sur les institutions de l'Algérie et relative aux élections en Algérie. Celle-ci porte sur la création de cinq territoires autonomes de l'Algérie coloniale : territoire d'Alger, territoire du Chéliff, territoire de Constantine, territoire des Kabylies et territoire d'Oran. 

## Découpage administratif des cinq territoires autonomes d'Algérie
Chaque territoire se subdivise en plusieurs départements eux-mêmes composés de divers arrondissements.
- Ministère de l'Algérie (décret du 13 juin 1957)
  - Territoire d'Alger (loi-cadre du 5 février 1958)
    - Département d'Alger (9A)
    - Département d'Aumale (9N)
    - Département de Médéa (9E)

Carte des départements français d'Algérie (9A~9R) et départements français du Sahara (8A-8B) en 1960.

  - Territoire du Chéliff (loi-cadre du 5 février 1958)
    - Département de Mostaganem (9F)
    - Département d'Orléansville (9H)
    - Département de Tiaret (9K)

  - Territoire de Constantine (loi-cadre du 5 février 1958)
    - Département de Batna (9B)
    - Département de Bône (9C)
    - Département de Constantine
    - Département de Sétif (9J)

  - Territoire des Kabylies (loi-cadre du 5 février 1958)
    - Département de Bougie (9P)
    - Département de Tizi Ouzou (9L)

  - Territoire d'Oran (loi-cadre du 5 février 1958)
    - Département d'Oran (9G)
    - Département de Saïda (9R)
    - Département de Tlemcen
- Ministère du Sahara (décret du 13 juin 1957)
  - Départements du Sahara
    - Département des Oasis (8A)
    - Département de la Saoura (8B)